# 大野篤志
大野 篤志（おおの あつし、1961年12月31日 - ）は、日本のボランティア活動家。特定非営利活動法人インターナショナル・ウォーター・プロジェクト代表。

## 活動
土木会社に5年間勤務した後に、ある日、テレビで泥水を飲むアフリカ・ケニアの人々にとって無数の病原菌が巣食う飲み水をのみ、赤痢やコレラに掛かって年間150万人の人が命を落としている様子を見て、NPO法人「難民を助ける会」の活動に参加。近藤晴次の元で上総掘りを修得する。ザンビア共和国の難民キャンプでのボランティア活動に従事し、任期中に現地住民とともに8ヶ月で3本の井戸を掘る。
任期を終え日本に帰国して半年で、ハネギという井戸の部分は竹が必要だが、それをチューブにしたことで、全ての道具を現地調達できる新方式上総掘りを完成させ、再びアフリカの地に渡る。アフリカにある諺『飢えている友達がいたら、魚を与えるのではなく、魚の捕り方を教えてあげなさい』に基づき現地の人々に使い方やうまくいかない時の対処法など、徹底的に教えた。文化の違う人々に教えるのは大変な苦労だが諦めず根気よく教えた。世界では10億人、アフリカでは3億人が飲み水に困っているが、井戸が壊れても修理方法を教えておくことで自分達で管理、維持が出来るように施した。そして、2年間で14本の井戸を完成させて帰国した。結婚後、夫婦でルワンダ共和国の難民救援プロジェクトに参加してアフリカに渡り、1994年にはタンザニア連合共和国の難民キャンプで新方式上総掘りによる井戸掘りを実施。
1995年にNPO法人インターナショナル・ウォーター・プロジェクト（International Water Project、IWP）を立ち上げ、現在まで15年に渡って井戸を増やし続けている。
IWPの活動は、2006年3月にメキシコで行われた世界水フォーラムでは、日本の団体で唯一「京都水大賞・ベスト10」に入賞した。